# Чернобыльский специальный заказник
«Чернобыльский специальный заказник» (укр. Чорнобильський спеціальний заказник) — часть Чернобыльского радиационно-экологического биосферного заповедника (с 2016 года), общезоологический заказник общегосударственного значения, расположенный на земле под Администрацией Чернобыльской зоны отчуждения и безусловного отселения на территории Вышгородского района (Киевская область, Украина); 2-й по площади объект природно-заповедного фонда Киевской области.
Площадь — 48 870,0 га.

## История
Заказник был создан согласно Указу Президента Украины от 13 августа 2007 года № 700.

## Описание
Природоохранный объект создан с целью охраны ценных природных комплексов Полесья. Заказник занимает пойму и долину реки Припять на территории Дитятковского (3 959 га, квадраты 178–242), Опачичского (28 722 га, все квадраты) и Парышевского (16 189 га, квадраты 291–306, 309–398) лесничеств. Также заказник включает притоки Припятиː правобережная пойма реки Уж, приустьевая часть реки Брагинка. Границами заказника служат государственная граница с Белоруссией на севере, линия по сёлам Дитятки—Губин—Страхолесье на юге, дорога Р56 (от села Дитятки через Парышев в направлении деревни Гдень; кроме Чернобыля, по правому берегу реки Уж) на западе, Киевское водохранилище на востоке.
Пойма реки Припять заболоченная, местами с песчаными массивами. Приустьевая часть русла Припяти сильно меандрированная с множеством рукавов и островов, а также стариц в пойме. На территории современного заказника ранее находились 58 населённых пунктов, которые после авария на Чернобыльской АЭС в 1986 году были расселены.
Зонирование заказникаː зона заповедного режима 612 га, зона, где ограничено ведение лесной деятельности 17 556 га, зона, где разрешено ведение лесной деятельности 30 702 га.
Ближайший населённый пункт — на север деревня Гдень и на юг сёла Страхолесье, Губин, Дитятки; город — Славутич, Остёр.

## Природа
Ландшафт заказника представлен лесами, болотами, водно-болотными угодьями в пойме и непосредственно акваториями реки Припять и Киевского водохранилища. Из-за отсутствия антропогенного влияния заказник является местом возобновления природного биоценоза характерного для Полесья.
В заказнике растет 490 видов высших сосудистых растений, среди которых 31 редкий вид и 19 видов занесены в Красную книгу Украины. Растения представлены типичными для Полесья бореальными видами. Леса представлены доминированием сосны, местами сосново-берёзовые леса и участки ивы. В поймах рек болота представлены кустарниковыми ольховыми типами. Водно-болотная растительность представлена тростником, манником, осокой.
В заказнике зафиксировано 70 видов млекопитающих (12 краснокнижные), 11 видов земноводных, 7 видов пресмыкающихся, свыше 200 видов птиц (37 краснокнижные). Является местом гнездования для 168 видов водно-болотных птиц и зимует 65 видов. В период миграции здесь встречается до 253 видов птиц. В заказнике встречаются охранные виды заяц-беляк, евразийская рысь, медведь бурый, выдра речная, барсук, европейская норка, горностай, ночницы, нетопырь, европейская широкоушка, малая кутора.
В заказнике после 1998 года была успешно акклиматизирована лошадь Пржевальского. Завезённые пара зубров погибли.